# Rheinmetall MAN Military Vehicles
La Rheinmetall MAN Military Vehicles GmbH (o RMMV) è una joint venture dei costruttori tedeschi Rheinmetall AG e MAN Truck & Bus AG. La cooperazione è nata il 22 febbraio 2010. Nella società sono state fatte confluire le attività dei veicoli da trasporto stradali su ruota della Rheinmetall Landsysteme GmbH e la divisione veicoli militari della MAN Nutzfahrzeuge. Con l'accordo del 1º gennaio 2012 la produzione di Kassel (Rheinmetall Landsysteme) e la produzione LKW di Vienna (MAN Nutzfahrzeuge Österreich AG) si fusero in RMMV.
La società ha sede a Monaco di Baviera e sedi a Amsterdam, Ede, Kassel, Monaco e Vienna con circa 1.380 dipendenti (febbraio 2012).

## Strategia
Con RMMV la Rheinmetall e la MAN uniscono le proprie competenze specifiche nel settore veicoli da difesa in particolare di quelli derivati dai veicoli commerciali. La società fattura circa un miliardo di Euro.
La società fu presentata all'Eurosatory-Messe 2010 di Parigi e all'IDEB 2010 (Incheba Expo Bratislava/International Defence Exhibition Bratislava) a Bratislava.
Non tutta la produzione Rheinmetall MAN Military Vehicles GmbH deriva direttamente dalla Rheinmetall Landsysteme GmbH, così i veicoli cingolati per esempio come il Schützenpanzer Puma della Bundeswehr (in cooperazione con Krauss-Maffei Wegmann), il Schützenpanzer Marder e il Leopard 2 non sono RMMV.

## Quote societarie
- Rheinmetall AG: 51 %
- MAN Truck & Bus AG: 49 %

## Galleria Modelli

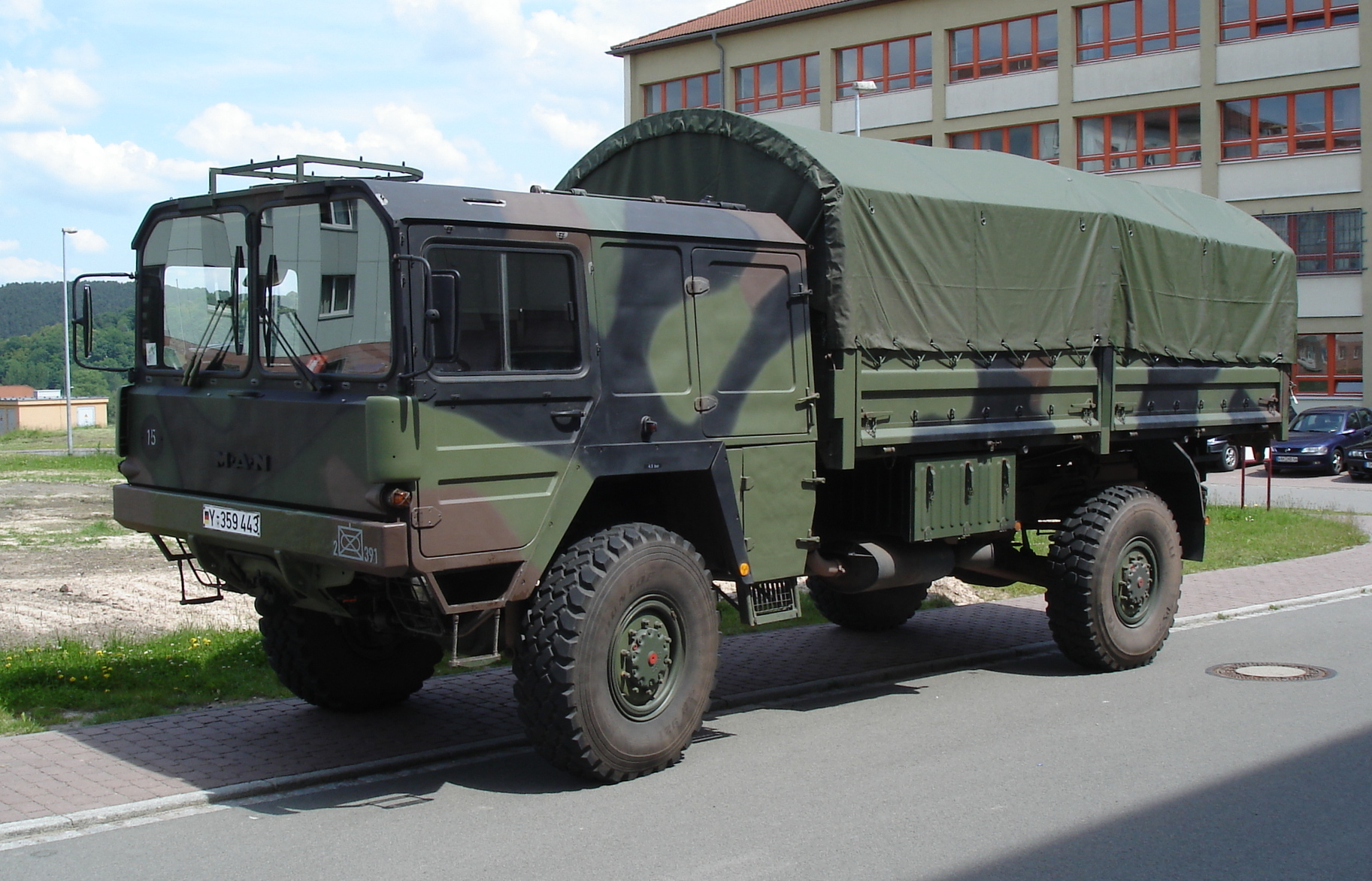
MAN gl-Serie, sviluppo per la Bundeswehr. Terza generazione HX/SX per il mercato internazionale.
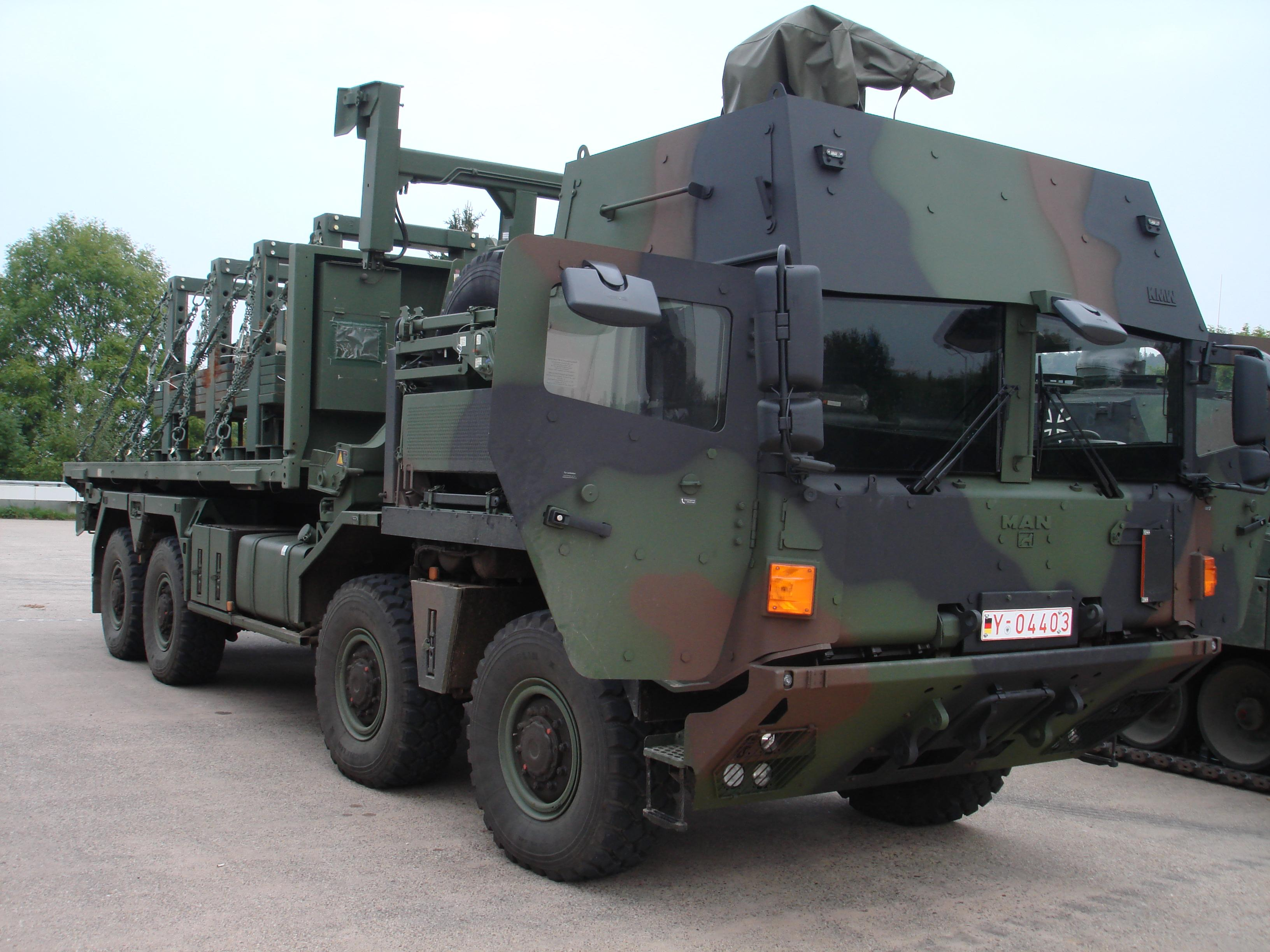
MAN HX/SX-Serie, basato sul MAN gl con TGA-Technologie. La foto ritrae un SX con IAC (Integrated Armour Cabin) della Krauss Maffei Wegmann.
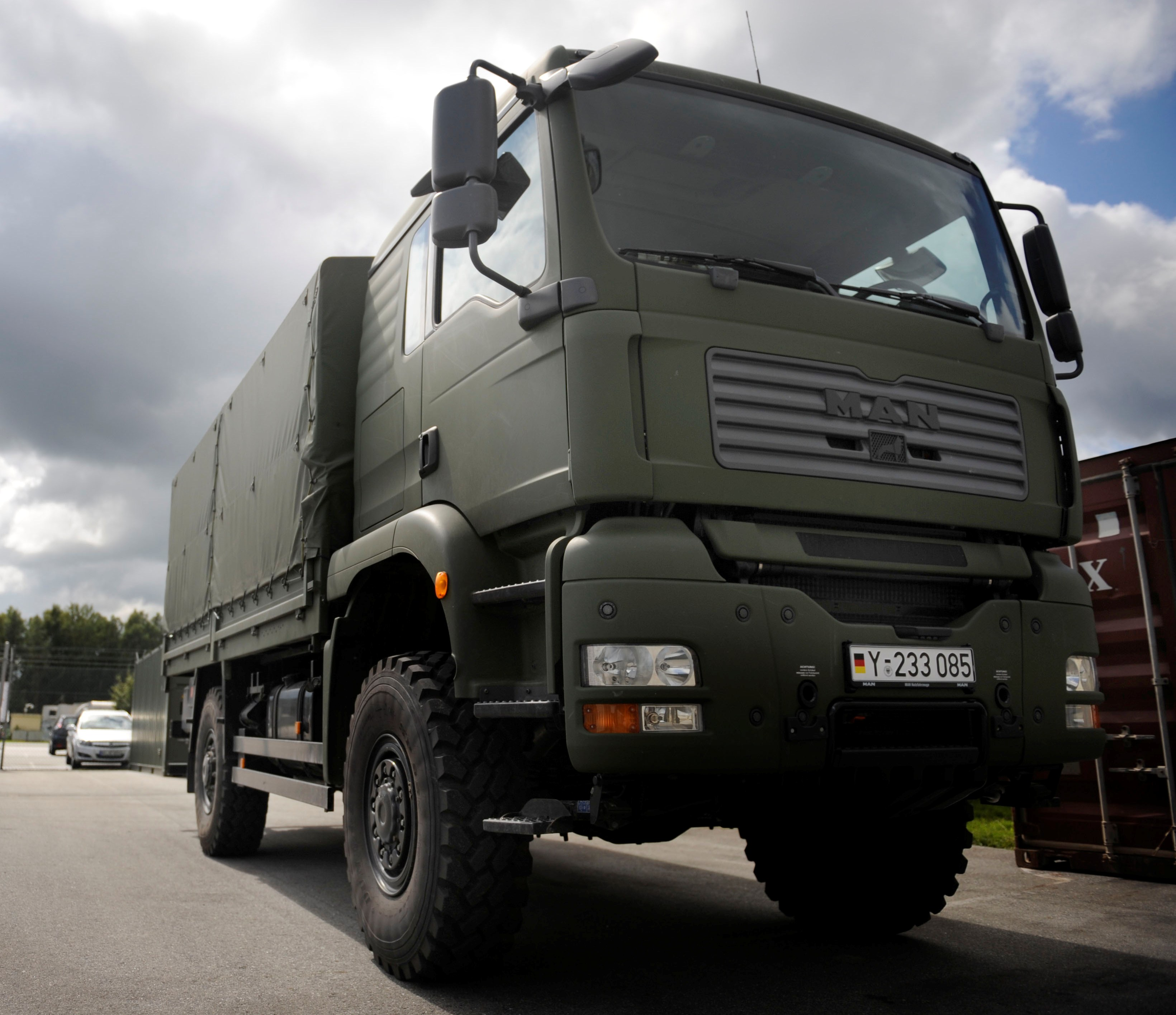
MAN TGA-Serie Medium Mobility Truck
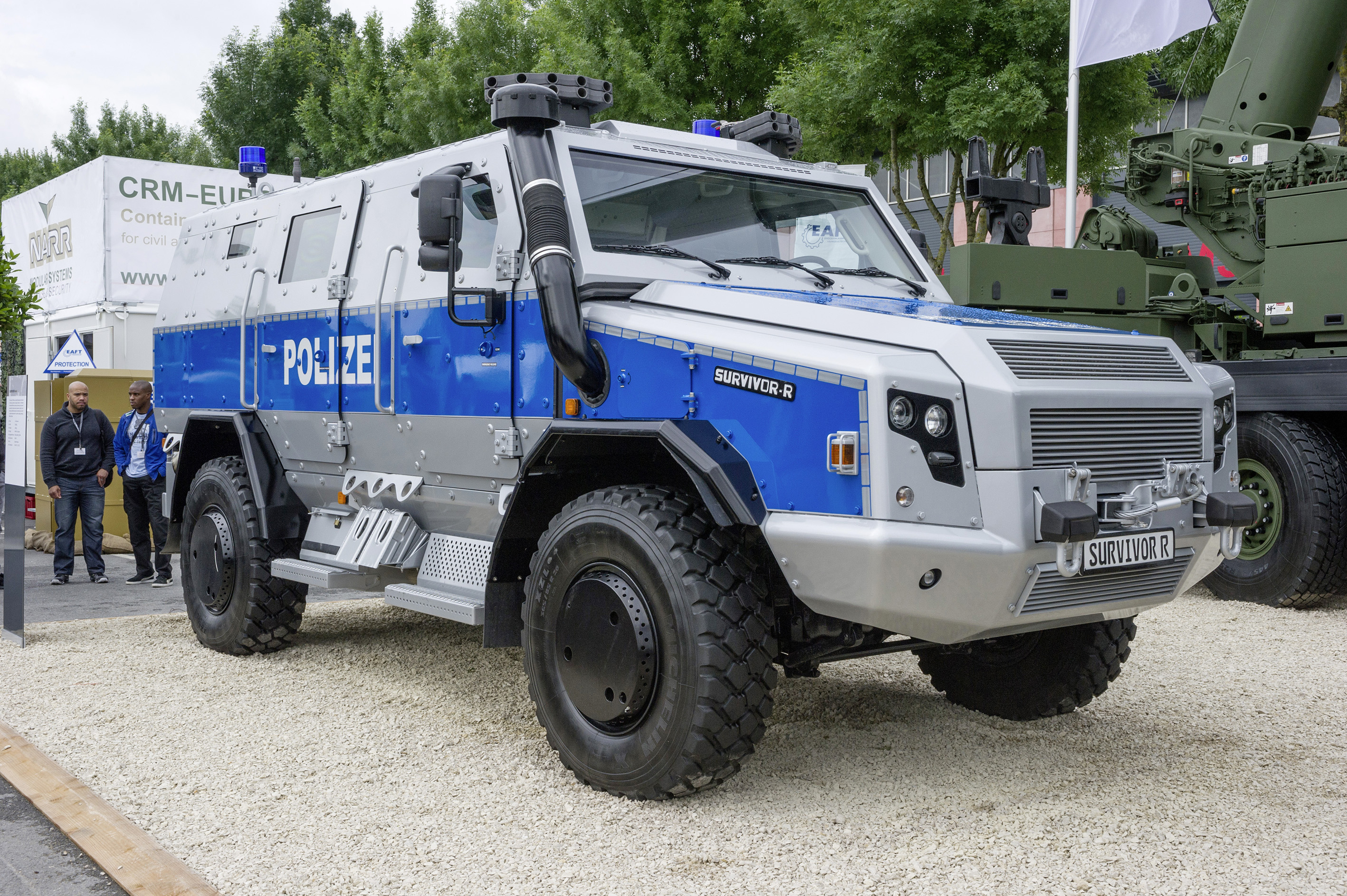
Survivor R

La produzione RMMV comprende inoltre: 
- MAN HX-Serie
- MAN SX-Serie
- MAN TGA mil
- Armoured Multi Purpose Vehicle (AMPV)
- Transportpanzer Fuchs
- Mehrzweckfahrzeug Yak
- Multifunktionsfahrzeug Wisent
- Gepanzertes Transportfahrzeug Boxer
- Führungs- und Funktionsfahrzeug Gavial